# Dialectul Kwanyama
Kwanyama (scrisă și Kuanyama sau Kwanjama) sau Oshikwanyama este o limbă națională din Angola și Namibia. Este un dialect al limbii Oshiwambo și este inteligibilă cu dialectul Ndonga și cu dialectul Kwambi. Vorbitorii nativi ai acestei limbi fac parte din etnia Ovambo. 
Biblia a fost tradusă în Kwanyama și a fost publicată pentru prima dată în 1974 sub numele Ombibeli de către Societatea Bibliei din Africa de Sud.
În Angola se află (din 1993) 420,000 de vorbitori nativi ai limbii Kwanyama, aflânduse în cea mai mare parte în zona central-sudică a țării. 
În Namibia se află (din 2006) 250,000 de vorbitori nativi ai limbii Kwanyama. În mare parte aceștia se află în regiunea Ovamboland din nordul țării. 
Kwanyama folosește alfabetul latin.

## Fonologie
|           |           | Labială | Dentală | Palatală | Velară | Glotală |
| --------- | --------- | ------- | ------- | -------- | ------ | ------- |
| Oclusivă  | mută      | p       | t~t̪     | tʃ       | k      |         |
| Oclusivă  | sonoră    | b       | d~d̪     | dʒ       |        |         |
| Oclusivă  | prenazală | ᵐb      | ⁿd      | ⁿdʒ      | ᵑɡ     |         |
| Fricativă | mută      | f       | (s)     | ʃ        | x      | h       |
| Fricativă | sonoră    | v       |         |          |        |         |
| Nazală    | sonoră    | m       | n       | ɲ        |        |         |
| Nazală    | mută      | m̥       | n̥       | ɲ̊        | ŋ̊      |         |
| Sonată    | Sonată    | w       | l       | j        |        |         |

/t/ și /d/ sunt dentali când sunt urmați de o vocală /i/. Sunetul /s/ nu este prezent decât în cuvinte împrumutate din alte limbi. 
|          | Anterioară | Posterioară |
| -------- | ---------- | ----------- |
| Închisă  | i          | u           |
| Mijlocii | e          | o           |
| Deschisă | a          | a           |